# Тарношин
Терношин (пол. Tarnoszyn) — село в Польщі, у гміні Ульгівок Томашовського повіту Люблінського воєводства. Населення — 465 осіб (2011).

## Історія
Село Терношин належало до Равського повіту. На 01.01.1939 в селі проживало 1120 мешканців, з них 430 українців-грекокатоликів, 580 українців-римокатоликів, 60 поляків, 30 польських колоністів міжвоєнного періоду, 20 євреїв.
У ніч з 17 на 18 квітня 1944 р. українські націоналісти з ОУН-УПА напали на село, вбивши 140 поляків, у тому числі 21 з села Ульговек, які тут сховалися. Вони також спалили костел і священик і більшість господарств.
6-15 липня 1947 року під час операції «Вісла» польська армія виселила зі села на приєднані до Польщі північно-західні терени 25 українців. У селі залишилося 111 поляків.
У 1975—1998 роках село належало до Замойського воєводства.

## Церква Різдва Богородиці
В селі існувала греко-католицька церква побудована у 1759 р. в селі Угринів, і перенесена до Тарношина у 1904 р. У 1994 році її придбала греко-католицька парафія в Любліні. Перенесена до Люблінського музею народної архітектури, у відділ «Розточчя». У 1997 році була реставрована.

## Демографія
Демографічна структура станом на 31 березня 2011 року:
|          | Загалом | Допрацездатний вік | Працездатний вік | Постпрацездатний вік |
| -------- | ------- | ------------------ | ---------------- | -------------------- |
| Чоловіки | 221     | 34                 | 157              | 30                   |
| Жінки    | 244     | 37                 | 142              | 65                   |
| Разом    | 465     | 71                 | 299              | 95                   |

## Відомі люди
Мешканецем села був вояк української галицької армії Добош Демко, стрілець, 1896 р.н.[джерело?]

### Народилися
- Євген Пістун (нар. 1942) — український фахівець у галузі автоматизації[8].